# Erik Schmidt
Erik Schmidt (Magonza, 28 dicembre 1992) è un pallamanista tedesco.

## Carriera
Nel 2016 vince i campionati europei di pallamano con la nazionale tedesca.